# Sébastien Guerrero
Sébastien Guerrero (Bayona, 18 de julio de 1987) es un deportista francés que compite en tiro, en la modalidad de tiro al plato. Ganó una medalla de bronce en el Campeonato Europeo de Tiro al Plato de 2023, en la prueba de foso.

## Palmarés internacional
| Campeonato Europeo | Campeonato Europeo | Campeonato Europeo | Campeonato Europeo |
| Año                | Lugar              | Medalla            | Prueba             |
| ------------------ | ------------------ | ------------------ | ------------------ |
| 2023               | Osijek (Croacia)   | Medalla de bronce  | Foso               |